# さんまの名探偵
『さんまの名探偵』（さんまのめいたんてい）は、1987年4月2日にナムコから発売されたファミリーコンピュータ用ゲームソフト。タイトルの明石家さんまの他、吉本興業の実在の芸人が登場するコマンド選択式アドベンチャーゲーム。「ナムコット ファミリーコンピュータゲームシリーズ」第24弾。
本作はゲーム誌『ファミコン通信』の「クロスレビュー」にてゴールド殿堂入りを獲得し、「アドベンチャーゲームに新風を吹き込んだ」と評価された（#評価）。

## システム
プレイヤーは「さんまの助手」となって、聞き込みや捜査を行いながら犯人を追う。なお捜査の過程で、女の子の部屋を調べて下着を見つけたり、露天風呂で女の子を覗いたりするなどのお色気要素もある。
マップ画面と捜査画面があり、捜査画面で「移動」コマンドを選択するとマップ画面に切り替わる。このマップ画面で、さんまのキャラクターを行きたい場所に移動させて、その場所で捜査を始める。ストーリーが進むに連れて、マップ画面での建物や道が増えていくようになっている。
捜査画面では、8つのメインコマンドがある。「移動」「呼ぶ」「聞く」「捜査」「証拠品」「捜査メモ」などのコマンドの他に、行動をさんまに任せるときに使う「さんま」コマンドや、キャラクターを殴る「どつく」コマンド、といったユニークなものもある。「捜査」のコマンドでは「しらべる」だけでなく、「たたく」「おす」「あける」「まわす」「のむ たべる」「とる」などの選択肢があることや、サブコマンドの対象に「その他」があり、選んだ時にはカニのカーソルが現れ「かにかにどこかに?」というせりふが出現、画面上を指定する。これらによって、いわゆる「コマンド総当り」を行いにくくさせている。
ゲームセンターへ移動すると、ミニゲームをプレイすることができ、クリアすると捜査のヒントがもらえる。ミニゲームはボートレースや追跡ゲーム、シューティングゲームがあり、バッドエンドなどストーリー進行に関わる内容もある。特にミニゲーム「ギャラクシガニ」は同社のゲーム『ギャラクシアン』（1979年）のセルフパロディである。
他にも、BGMの一部や効果音などに、『ディグダグ』（1982年）、『ゼビウス』（1983年）、『ワルキューレの冒険 時の鍵伝説』（1986年）などの作品で用いられたフレーズが現れるといった、ナムコ作品のセルフパロディ的な要素が随所に見られる。
本作は通常のエンディングの他、計3つのバッドエンド（真犯人誤認・遭難・真犯人逃亡）が用意されており、当時としては珍しいマルチエンディング形式であった。

## ストーリー
吉本社長の別荘でパーティーが開かれている最中に、金庫室で桂文珍が殺されているのが発見された。それだけではなく、金庫室から「アフリカの星」というダイヤが盗まれていた。探偵の明石家さんまは依頼を受け、事件の犯人を捜すことになった。

## 舞台
大阪およびその周辺の地域が主な舞台となっている。
大阪
- 吉本高行の別荘
  - 金庫室
  - あや子の部屋
  - ホール
  - 社長の部屋
- さんま探偵事務所
- 墓地
- 千里が丘
- ゲームセンターキャロット
- まいあさテレビ
- 文珍の家
- 巨人の家
- シローの家
- 道頓堀
- なんば花月
- たこやき屋たこいち
- スタジオカメダ
- 居酒屋みどり（キタ新地）
- すみのえ競艇場

兵庫
- 有馬温泉

東京
- 新宿
- チャタ商会
- クラブポピー

その他
- バラベ島 - 宝が隠されているという島。

なんば花月（1988年に閉館）、すみのえ競艇場、道頓堀、千里が丘、有馬温泉といった実在の施設や名所が捜査場所として登場する。一方、テレビ局などの名称は架空の名称となっている。
マップ画面の右端のエリアは東京となっており、物語が進むとマップ上の「新幹線」を使って大阪 - 東京間を移動することができるようになる。東京エリアには新宿とチャタの経営している宝石店、クラブ「ポピー」に行ける。 "NAMCO" と書かれた看板のあるビルは単なる飾りであり、入ることはできないが、雑誌『ファミリーコンピュータMagazine』のウソ技クイズで、「ギャラクシガニ」で高得点を取ると、マップ画面にある「ナムコビル」に入り『パックマン』をプレイできる」と紹介された。

## 証拠品
- 現場写真
- コンタクトレンズ
- ネタ本
- 領収書
- 舟券
- たこ焼き
- フロッピーディスク
- ペンダント
- カギ
- 鎖
- ライター
- 契約書
- 犯行声明
- ダイヤ
- 書置き
- 脅迫状

## 登場キャラクター
実在のタレントの芸名は1987年当時のもの。
明石家さんま
自称関西の名探偵。主人公と一緒に事件の捜査にあたる。
桂文珍
殺人事件の被害者。真面目という評判であった、吉本高行の秘密を知る人物。
今いくよ
吉本高行にダイヤのことを聞いていた。
今くるよ
吉本高行にダイヤのことを聞いていた。パーティーでもダイヤについて話していたが、途中から片目が霞むと話していた。エアロビに夢中になっている一方、たこ焼きが好物。
太平サブロー
「近々大金が入る」と自ら噂を流した島田紳助を疑っている。『ナイナイの迷探偵』にも登場する。
太平シロー
西川のりおを慕っている。彼といつも一緒でこそこそしており、パーティーでものりおと話をしていた。
オール阪神
パーティーでは酔っぱらっていた。事件以降に起こった出来事がきっかけでスランプから脱出した。
オール巨人
文珍の遺体の第一発見者。事件以降に起きた出来事がきっかけでスランプから脱出し、見違えるような良い舞台をやるようになったが、ネタの出処は相方にも言わないらしい。
島田紳助
骸骨のスーツを身に着けている。やたらソワソワしていて、ギャラの交渉で吉本高行に直談判するとして、長い間ホールにいなかった。多額の借金があるが、近々大金が入るという噂を自分で流している。
ゲーム中、殴るコマンドでしんすけを選択すると「しんすけゆうたらやくざや。どつきかえされるで。」と言うシーンがあり、後に暴力団との交際が原因で芸能界を引退した紳助の未来を予言していた、と引退会見後に話題になったことがある。
横山やすし
すみのえ競艇場でレーサーをしている。パーティーには参加していない。今回の事件やオール阪神・巨人がスランプから脱出した理由に関する奇妙な噂を知っている。
西川のりお
太平シローといつも一緒でこそこそしており、パーティーでもシローと話をしていた。おかしなことをやっているという噂がある。『ナイナイの迷探偵』にも登場する。

### 架空の人物
主人公
さんまの助手。名前はプレイヤーが設定可能で、さんまからは主に最初の二文字を取って「○○ちゃん」と呼ばれる。なお、名前を入れずにスタートすることはできない。基本的に台詞は無いが、エンディングで一言だけ喋る。
吉本高行（よしもと たかゆき）
吉本興業の社長。名前の由来は「よしもとたかゆき」→「吉本高行」→「よしもとこうぎょう」→「吉本興業」という当て字。当時吉本の会長だった林正之助がモデル。
吉本あやこ
吉本高行の娘で女子大生1年。文珍の恋人。今回の事件でさんまに事件捜査を依頼した。
チャタ
インドの宝石商で吉本高行と親交がある。演歌歌手として活躍したチャダがモデル。
闇の帝王
さんまの事務所に脅迫電話をかけてきた、謎の人物。巨大ダイヤ「アフリカの星」を狙っており、チャタの店にも遣いの者が現れたことがあるらしい。

### その他登場人物
金田七耕助
有名探偵の親戚筋に当たる人物で幽霊として登場。「そうさめも」を手に入れるための試練を課す。金田一耕助のもじり。
エミ、エミコ
クラブポピーに勤めている。吉本興業所属アイドル「ポピンズ」のメンバー金子恵実・芳賀絵己子。
ラン、スー
スタジオカメダに通っている。名前の由来はキャンディーズのメンバーにちなむ。
ビートたけし
ゲーム中の隠しメッセージに名前があるのみ。
トントン
あやこの部屋にあるパンダのぬいぐるみ。モデルは上野動物園で生まれたジャイアントパンダのトントン。
カニ
ゲームセンター『キャロット』の「ギャラクシガニ」で勝利するとヒントをくれる。話の語尾に必ず「カニ」がつく。
うらべくねこ
シローの家にあった浦辺粂子をもじった人物のポスター。
まりこ
しんすけが逃げる際にさんまの気を逸らすために口走る名前。
一部の攻略本では、追跡ゲームで妨害してくる女の子を「まりこ」と呼んでいる。

## 広告
CMは西川のりお、島田紳助、村上ショージ、太平サブロー・シロー、前田政二が出演したが、さんま本人は出演せず、発売日、開発中の画面は表示されず商品名も紳助が商品の箱を持ってワンカットに一瞬写ったのみだった。なお、同じ出演者、スタジオセットも共通で、『ファミリージョッキー』（1987年）のCMが制作されている。また、『ファミリーボクシング』『ファミリーマージャン』『デジタル・デビル物語 女神転生』、『ドラゴンスレイヤーIV ドラスレファミリー』（いずれも1987年）のCMも制作、放送されているが、出演者が太平サブロー・シローに代わり、圭・修となっている。

## スタッフ
- シナリオ・ライター：MENTAKO HYODO（兵藤岳史）
- 音楽監督：HIROKUN KAWADA（川田宏行）
- 作曲：RETURN OF KEINO（慶野由利子）
- 音楽助手：ZUNKO ODAWA（小沢純子）
- キャラクター・デザイン：SKELETON HIE SAN
- CGデザイン：BAHOON KUNCHAN（くんちゃん）
- タイトル・デザイン：GACHAN TAKIGAMI（瀧上園枝）
- プログラム：SAKUSAKU FUKAWA（普川隆志）

## 評価
- ゲーム誌『ファミコン通信』の「クロスレビュー」では、8・9・9・8の合計34点（満40点）でゴールド殿堂入りを獲得[5]、レビュアーからは「スタート直後に何をするべきかわからないのは不親切」とゲームシステムに関して不満の声が挙げられたが、その他の意見としてはキャラクターがアニメーションしている点やユーモアセンスに溢れている点、ミニゲームが盛り込まれている点などが肯定的に評価された上、アドベンチャーゲームに新風を吹き込んだとして「このソフトの功績は大きい。エンターテイメントに徹してサービス満点」と絶賛したレビュアーの意見も見受けられた[6]。

- ゲーム誌『ファミリーコンピュータMagazine』の読者投票による「ゲーム通信簿」での評価は以下の通り22.94点（満30点）となっている[1]。また、同雑誌1991年5月10日号特別付録の「ファミコンロムカセット オールカタログ」では登場人物が実在のお笑い芸人であることやミニゲームの存在、難易度が高くなく敷居が低いことなどが肯定的に評価されている[1]。

| 項目 | キャラクタ | 音楽 | 操作性 | 熱中度 | お買得度 | オリジナリティ | 総合  |
| 得点 | 4.21       | 3.56 | 3.75   | 3.97   | 3.73     | 3.72           | 22.94 |

## 肖像権にまつわる事柄
- さんまをはじめ出演者の中には本作に自身が出演していることを知らなかった者もいたようで、桂文珍は後で自身の出演の旨を知り、「出演料は欲しいがまともに掛け合ってもいなされる」と思いつつも、所属する吉本興業に「わて、死んでるみたいやけどお香典もらえませんやろか」と機転を利かせた催促を行い出演料を得ている。
- さんまは本作の存在自体は覚えており、発売から20数年を経た現在も、時々自身が出演するTV番組（『さんまのSUPERからくりTV』『踊る!さんま御殿!!』など）で話題に触れることもあった。
- 2012年9月29日放送のBSスカパー!特番にて、『ゲームセンターCX』の出演者である有野晋哉が、本作品の番組使用許可を求めた際、さんま自身から「これは出ることを知らなかった」「吉本の裏切り」と複雑な事情を暴露していた。また、『TOKIOカケル』（2012年 - ）に出演したときも、「あれは複雑な話や。お客さんが喜んでくれてるから良いねんけど…」と前置きした上で、吉本とナムコが本人や登場していたタレントに許可を取らないまま発売し（いわゆる肖像権の侵害）事務所と揉めたと説明している。

## 関連作品
- ゲームブック
  - 双葉社より出版された。ファミコン本編とキャラクター、ストーリーはほぼ同じ。さんまの相棒は今井万次郎、通称「まんちゃん」という架空の人物で、読者は万次郎の視点で話を進めていくことになる。タコリ（タモリ）、剣ナオコ（研ナオコ）、北脳たけし（北野武）、岩山まり子（石原真理子）など本編に加えて登場するタレントは名前をもじってあるが、ぼんちおさむ、ダウンタウン、岡八郎など、一部のタレントは実名で登場している。ストーリーの進め方によっては、まり子がさんまに結婚を迫る。事件の舞台が、吉本の別荘→吉本邸に変わっている。
- ナイナイの迷探偵（1999年）
  - PlayStation用ソフト。ゲーム内において矢部浩之（ナインティナイン）が当作品を見て探偵になりたいと思ったことから始めたプロローグが描かれている。
- あつしの名探偵
  - 2023年にはテレビ番組『クイズ☆正解は一年後』において、本作をモチーフとしたゲームが制作され、秘密裏に全国10店舗に販売する企画が行なわれ、Nintendo Switch用ソフトも発売された[7]。ダウンロード版の発売元であるPhoenixxはバンダイナムコエンターテインメントと資本業務提携を締結しており、コレクターズ・エディションの販売元であるハピネットはバンダイナムコグループに属している。